# !!! (album)
!!! è l'album di debutto dell'omonimo gruppo statunitense, pubblicato nel 2001 dalla Gold Standard Laboratories.

## Tracce

### Versione CD
1. "The Step" - 6:08
2. "Hammerhead" - 5:04
3. "KooKooKa Fuk-U" - 7:26
4. "Storm the Legion" - 5:48
5. "There's No Fucking Rules, Dude" - 8:49
6. "Intensify" - 6:54
7. "Feel Good Hit of the Fall" - 5:15

### Versione LP

#### Lato 1
1. "The Step" - 6:08
2. "Hammerhead" - 5:04
3. "Storm the Legion" - 5:48
4. "Feel Good Hit of the Fall" - 5:15

#### Lato 2
1. "Intensify" - 6:54
2. "KooKooKa Fuk-U" - 7:26
3. "There's No Fucking Rules, Dude" - 8:49

## Formazione
- Mario Andreoni - chitarra
- Dan Gorman - corno e percussioni
- Nic Offer - voce
- Tyler Pope - chitarra
- John Pugh - batteria e percussioni
- Justin Vandervolgen - basso
- Alan Wilson - sassofono e percussioni
- Tutti - voci aggiuntive

## Critiche
- AllMusic (Johnny Loftus) - "In questo [album], !!! elimina l'assioma che dice che le band influenzate dal post-punk angolare deve essere popolato da misantropi austeri che portano foto di Ian Curtis. Altamente raccomandato."[2]
- Piero Scaruffi - "[!!! Contiene] il funk contorto di The Step, l'ossessivamente volgare e ripetitivo Kookooka Fuk-U, nove minuti di "There's No Fucking Rules, Dude", che è più un suggestivo pezzo che una danza prettamente edonistica, contaminato con psichedelico, hip hop, elementi dissonanti e ska, la macchina funk inesorabile e mutante di Intensify, e il contrappunto pantagruelico elettronico di Feel Good Hit of the Fall."[3]